# Оберндорф-ам-Неккар
Оберндорф-ам-Неккар (нем. Oberndorf am Neckar) — город в Германии, в земле Баден-Вюртемберг.
Подчинён административному округу Фрайбург. Входит в состав района Ротвайль. Население составляет 14 378 человек (на 31 декабря 2010 года). Занимает площадь 55,93 км². Официальный код — 08 3 25 045.
Город подразделяется на 7 городских районов.

## Промышленность города
Известность городу принёс оружейный завод, основанный в 1811 году. В 1872 году была организована фирма «Гебрюдер Маузер» (Gebrüder Wilhelm und Paul Mauser). Завод «Маузер» был разрушен авиацией союзников в 1945 году. В 1949 году инженеры «Маузера» основали компанию «Хеклер и Кох» (Heckler & Koch GmbH).
Также в Оберндорф-ам-Неккаре выпускаются высококачественные плотницкие инструменты Mafell.